# Ширяиха (Владимирская область)
Ширяиха — упразднённая деревня в Вязниковском районе Владимирской области России.

## География
Урочище находится в северо-восточной части области, в зоне хвойно-широколиственных лесов, в пределах Волжско-Окского междуречья, к западу от автодороги 17Н-134, на расстоянии 27 километров (по прямой) к северо-западу от города Вязники, административного центра района.

### Климат
Климат характеризуется как умеренно континентальный. Средняя температура воздуха самого холодного месяца (января) — −11,1 °C (абсолютный минимум — −48 °С), средняя максимальная температура воздуха (июля) — +23,3 °С (абсолютный максимум — +37 °С). Годовое количество атмосферных осадков составляет около 607 мм, из которых 413 мм выпадает в период с апреля по октябрь.

## История
В «Списке населенных мест Владимирской губернии по сведениям 1859 года» населённый пункт упомянут как владельческая деревня Вязниковского уезда, расположенная в 17 верстах от уездного города. В деревне насчитывалось 13 дворов и проживало 138 человек (76 мужчин и 62 женщины).
По состоянию на 1905 год, в Ширяихе имелся 21 двор и проживало 95 человек. В административном отношении деревня входила в состав Мстерской волости.
По данным 1926 года в деревне имелось 22 крестьянских хозяйства и проживало 149 человек (57 мужчин и 92 женщины). Являлась частью Осинковского сельсовета Сарыевской волости.
На момент упразднения входила в состав Осинковского сельсовета Вязниковского района. Упразднена решением облисполкома № 778 от 23 ноября 1983 года как фактически не существующая.